# Glendale (Queens)

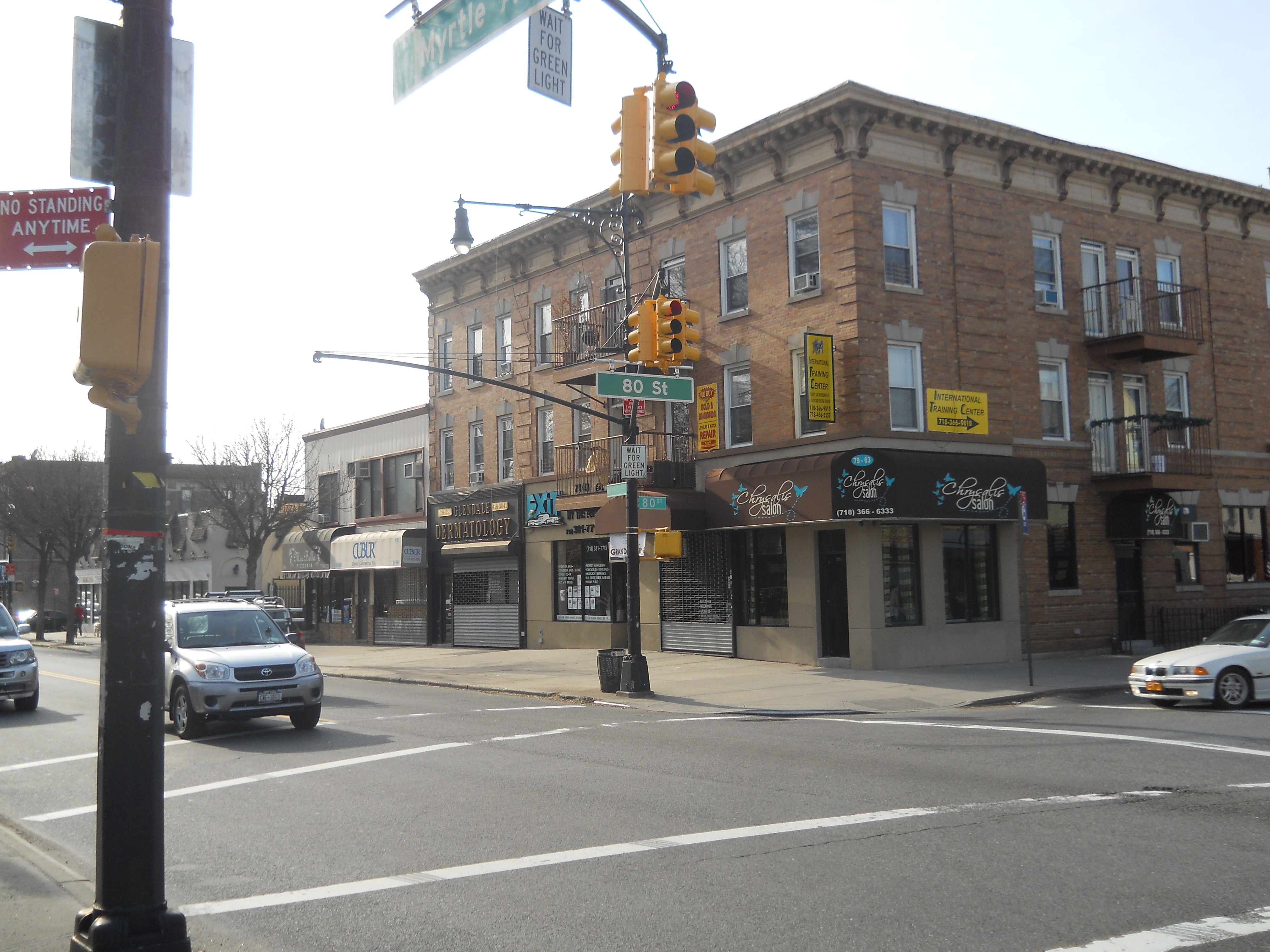
Kreuzung Myrtle Avenue und 80th Street

Glendale ist ein Stadtviertel westlichen Teil des New Yorker Stadtbezirks (Borough) Queens.

## Geschichte
Das heutige Gebiet von Glendale wurde im 17. Jahrhundert als Teil von Newtown von der Dutch West India Company an Siedler vergeben. Die ersten Siedlungen entstanden rund um das sumpfige Areal „Fresh Ponds“.  Im 19. Jahrhundert entwickelte sich Glendale zu einer landwirtschaftlich geprägten Gemeinde, in der vor allem deutsche Einwanderer lebten.
Ein bedeutender Entwicklungsschub erfolgte nach dem Rural Cemetery Act von 1847, der die Gründung neuer Friedhöfe in Manhattan untersagte. Dadurch entstanden zahlreiche Friedhöfe in Queens, insbesondere rund um Glendale, das als Teil des sogenannten „Cemetery Belt“ (deutsch: Friedhofsgürtel) bekannt wurde. 1860 erhielt der Entwickler George C. Schott einen großen Teil des Landes und benannte es nach seiner Heimatstadt Glendale, Ohio. Die Erschließung durch die Eisenbahn ab 1869 förderte das Wachstum weiter.
Im späten 19. und frühen 20. Jahrhundert entstanden entlang der Myrtle Avenue zahlreiche Geschäfte und Vergnügungsstätten, was Glendale zu einem lebendigen Vorort machte. Später siedelten sich Brauereien und kleinere Industriebetriebe an.

## Bevölkerung und Kultur
Historisch war Glendale von deutschstämmigen und später auch italienischen Einwanderern geprägt. In den letzten Jahrzehnten des 20. Jahrhunderts zogen vermehrt osteuropäische und hispanische Familien zu. Laut US-Census von 2010 zählt Glendale etwa 32.500 Einwohner. Die Bevölkerung ist überwiegend weiß, gefolgt von Hispanics, Asiaten und Afroamerikanern. Der Stadtteil ist bekannt für seine familienfreundliche Atmosphäre, solide Mittelschicht und zahlreiche kleine Betriebe.

## Stadtbild und Infrastruktur
Glendale ist geprägt von Ein- und Zweifamilienhäusern, Reihenhäusern sowie kleinen Apartmentbauten. Die Nähe zu Parks wie dem Forest Park und Highland Park sowie die gute Anbindung an öffentliche Verkehrsmittel machen das Viertel attraktiv für Familien. Die Myrtle Avenue bildet das kommerzielle Zentrum mit vielen Geschäften und Restaurants, darunter auch traditionelle deutsche Lokale.

## Cemetery Belt
Glendale ist Teil des „Cemetery Belt“ von Queens und von mehreren historischen Friedhöfen umgeben, darunter der Mount Carmel Cemetery  und der Machpelah Cemetery auf dem unter anderem Harry Houdini begraben ist.

## Berühmte Persönlichkeiten
- Richard Arkwright (1732–1792), Pionier der Textilindustrie, Namensgeber für die Public School 91 in Glendale[7]
- Daniel Daly (1873–1937), dekorierter US-Marine und Medal of Honor-Träger[7]
- Harry Houdini (1874–1926), Magier, begraben im Machpelah Cemetery[6]
- Phil Rizzuto (1917–2007), Baseballspieler der New York Yankees[7]
- Howard Schultz (* 1953), ehemaliger CEO von Starbucks, wuchs in Glendale auf.[8]
- Dan Schneider (* 1965), Drehbuchautor Regisseur und Schauspieler[9]
- Big Cass (* 1986), Wrestler

## Kultur und Medien
Glendale taucht in mehreren Filmen und Serien auf, etwa in „All in the Family“, „NYPD Blue“, „Trees Lounge“ und „The King of Queens“.